# Bohumil Švarc
Bohumil Švarc (* 21. Februar 1926 in Prag; † 1. April 2013 ebenda) war ein tschechischer und tschechoslowakischer Schauspieler, Hörspiel- und Synchronsprecher, sowie Hörfunk- und Fernsehmoderator.
Er wurde in die Familie von Bohumil Švarc und Františka Švarcová hineingeboren. Er hatte auch einen jüngeren Bruder, Miloš Švarc.

## Leben
Er begann seine Karriere in „Dismans Radio-Kinderensemble“ des Regisseurs Miloslav Disman im Alter von 14 Jahren. Er lernte an einem Gymnasium und einem „Konservatorium für Schauspiel“. Während des Zweiten Weltkriegs war er vollständig in der sogenannten Technischen Nothilfe eingesetzt. Sein Vater beteiligte sich zu dieser Zeit aktiv am Widerstand. Im Jahr 1945 beteiligte er sich aktiv am Prager Aufstand und wurde nach dem Ende der dramatischen Maitage auf Einladung des Radiodirektors Miloslav Disman im Alter von 19 Jahren der jüngste Ansager des Tschechoslowakischen Rundfunks. Er war bekannt für seinen unverwechselbare Bass-Stimme.
Nach dem Zweiten Weltkrieg spielte er etwa 70 Rollen im Film und arbeitete im Švanda-Theater in Smíchov, im Theater in Vinohrady (1951–1953), im Větrník und im Skeletttheater von Pavel Trávníček. Er spielte den größten Teil seines Lebens am Städtischen Theater von Prag (Městská divadla pražská) (1950–1990).
Im Radio spielte er vor allem in den 1950er Jahren viele Rollen unter der Leitung der Regisseure Miloslav Disman, Přemysl Pražský, Josef Bezdíček,  Jiří Vasmut und anderen. Švarc' Stimme war jahrzehntelang mit dem Radiojournal Bücherregal verbunden. Er wurde von den Hörern des Magazins Meteor und anderer Sendungen gehört.
Im Mai 1953 moderierte er die erste Sendung des Tschechoslowakischen Fernsehens.
1949 wirkte er an der tschechischen Fassung des sowjetischen Films Gefährliche Kreuzung (1949) mit, die als erste professionelle tschechoslowakische Synchronisation gilt. In der Synchronisation ist er aus der Serie Daktari bekannt, als Stimme des Polizeiakademiekommandanten Eric Lassard (George Gaynes), als Stimme von Leslie Nielsen oder Darth Vader und Count Dooku aus Star Wars. Er war Christopher Lees „Hofsynchronist“. Mitte der 1990er Jahre erhielt er für seine Leistungen den František-Filipovský-Preis für die lebenslange Synchronleistungen.
Im Mai 2005 beteiligte er sich maßgeblich am Projekt „Verbunden über Welle 415“ des Tschechischen Rundfunks. Im Rahmen der Feierlichkeiten zum 60. Jahrestag des Endes des Zweiten Weltkriegs traf er in Zusammenarbeit mit der Regisseurin Táňa Smržová (seiner Tochter) und dem Herausgeber Tomáš Černý die Zeugen der Mai-Ereignisse im Jahr 1945.
Er war mehrmals verheiratet. Aus ihrer Ehe mit der Schauspielerin Jana Vasmutová, Tochter des Regisseurs Jiří Vasmut, stammt Švarc’ Tochter Taťána Smržová, die als Radioregisseurin arbeitet. Bohumil Švarc’ Sohn ist ebenfalls Schauspieler, seine Frau Alexandra arbeitet ebenfalls als Synchronsprecherin. Er starb am Montag, 1. April 2013, nach langer Krankheit.

## Filmografie
Švarc spielte in mehreren Filmen und Fernsehserien mit:
- 1947: „Porträt“ – ein Freund von Žemblovský
- 1948: „Kreuzung des Lebens“
- 1949: „Dorfspiegel 3“
- 1950: „Dunkelheit“ – Hubatius
- 1950: „Die Henne und der Kirchenmann“ – Jaroš
- 1951: „Der Weg zum Glück“ – Olda Majer
- 1955: „Jan Žižka“ – junger Mann in der Kirche
- 1955: „Hundsköpfe“ – Pavel Šerlovský
- 1955: „Wir werden bereit sein“ – Zivilschutzausbilder Kocourek
- 1956: „Achtung, ich gehe...!“ – Mitglied von VB
- 1957: „Fälschung“ – Leutnant Karlíček
- 1958: „Eine verirrte Kanone“ – Leutnant Vašek
- 1959: „Die Prüfung geht weiter“ – Fernsehmoderator
- 1959: „Darbuján und Pandrhola“ – Matěj Klofát
- 1960: „Weiße Schnalle“ – Stejskal
- 1960: „Express nach Ostrava“ – Veselý
- 1960: „Fünfter Bezirk“ – pétistovkař
- 1960: „Walzer für eine Million“ – Programm
- 1961: „Mann des ersten Jahrhunderts“ – Astronaut
- 1961: „Der Blick in die Augen“ – Bohuš
- 1962: „Eine Festung am Rhein“ – Synchronisation eines Seemanns
- 1962: „Šroubkas Abenteuer“
- 1963: „Goldener Farn“ – Major
- 1964: „Besuch“ – Jen-Voiceover
- 1964: „Ein Stern namens Wermut“ – Čekal
- 1964: „Gefleckte Engel“ – 3. Jana: Harlekýn
- 1965: „Puščik geht nach Prag“
- 1965: „Schreckliche Frau“
- 1966: „Lidé z maringotek“ – ein eleganter Mann
- 1966: „Eliška a jejší rod“ (Fernsehserie) – Alenin milý
- 1967: „Klapzubova jedenáctka“ (Fernsehserie, 7. Folge)
- 1968: „Hrišní lidé města pražského“ (Fernsehserie, 12. Teil: Špion přijede v sedm)
- 1968: „Sňatky z rozumu“ (Fernsehserie, Teil 1)
- 1969: „Den sedmý, osmá noc“ – Tenor
- 1969: „Slasti Otce vlasti“ – Herold gegen Lucce
- 1970: „Ďábelské líbánky“ – Reporter für das Playboy-Magazin
- 1971: „Kat nepočká“ (Fernsehfilm) – Pepíček
- 1971: „F. L. Věk“ (Fernsehserie, 3., 5. und 12. Folge)
- 1971: „Konfrontace“ (Fernsehserie)
- 1971: „Rozsudek“ (Fernsehserie)
- 1971: „Dobrodružství na Labi“
- 1972: „Interview“
- 1973: „Dny zrady“ I. und II.
- 1973: „Kronika žhavého léta“
- 1973: „Výstřely v Mariánských Lázních“
- 1974: „Byl jeduno jeden dům“ (Fernsehserie)
- 1974: „Sokolovo“ – herausgegeben
- 1974: „Zbraně pro Prahu“ – Sokol
- 1974: „Hvězda padá vzhůru“ – Agent von Alfatonu
- 1974: „Třicet Fälle von Majora Zemana“ (Fernsehserie, 7. Teil 2. der Serie: Prokleté právky) – Ing. Korda
- 1975: „Matka“ (Fernsehserie)
- 1975: „Nejmladší z rodu Hamrů“ (Fernsehserie) – zemědělský tajemník Sklenář
- 1975: „Pan Tau“ (Fernsehserie, 1. Teil 2. Serie: Pan Tau se vrací) – Helens Freund Ludvík
- 1975: „Osvobození Prahy“
- 1976: „Muž na račníti“ (Fernsehserie) – Leutnant VB Winter
- 1976: „The Last Exile“ (Fernsehfilm)
- 1977: „Fanda“ (Fernsehfilm) – Leiter der VB
- 1977: „Idiot“ (Fernsehfilm)
- 1977: „Vítězný lid“
- 1978: „Trasa“
- 1978: „Ve znemen Merkura“ (Fernsehserie, 3. Folge: Případ živého muže) – Mitglied von VB
- 1979: „Dnes v jednom domě“ (Fernsehserie, 9. Folge: Domov neměn Praha) – Regisseur
- 1982: „Doktor z vejminku“ (Fernsehserie)
- 1982: „Dynastie Nováků“ (Fernsehserie, 1. Teil: Narozeniny) – náměstek Verkehrsminister Ing. Karel Táborský
- 1983: „Sám mezi lidmi“ – Eugen
- 1983: „Stríbrná žíla“ (Fernsehserie)
- 1983: Drei Musketiere (Fernsehfilm)
- 1986: „Hvězdy nad Syslím údolím“ (TV-Miniserie, 2. Teil: Životní román MUDr. Diany Filipové) – verwundet
- 1988: „Druhý dech“ (Fernsehserie, 3. Teil: Rekreační středisko pro krávy) – notář
- 1988: „Chlapci a chlapi“ (Fernsehserie)
- 1988: „Malé dějiny jedne rodiny“ (Fernsehserie)
- 1989: „Dobrodružství kriminalistiky I.“ (TV-Serie, 3. Teil 2. Serie: Modus operandi) – Star von Kenneth
- 1989: „Příběh '88“
- 1989: „Řetězová reagiert“ (Fernsehfilm)
- 1989: „Útěk ze serielu“ (Fernsehfilm) – Hund
- 1989: „Utopím si ho sám“ (Fernsehfilm) – obhájce
- 1991: „Přes padací mosty“ (Fernsehfilm)
- 1992: „Náhrdelník“ (Fernsehserie, 10. Folge: Úpadek)
- 1993: „Stalingrad“ – lékař na letišti
- 1994: „Přetržený výkřik“ (Fernsehfilm) – Journalist
- 1994: „Dreyfusova aféra“ / „L' Affaire Dreyfus“ (Fernsehserie / Fernsehfilm)
- 1995: „Pohádka o lidech a Boží lékárně“ (Fernsehfilm)
- 1996: „Dívka se zázračnou pamětí“ (Fernsehfilm)
- 1999: „Polojasno“ (Fernsehfilm) – Generalprokurator der Tschechischen Republik
- 2001: „Maigret a vorvodne okno“ (Fernsehfilm)
- 2001: „Z pekla štësty 2“
- 2002: „Hartova válka“ / „Hart’s War“
- 2003: „Der Neue Bockerer IV.“ „Prager Frühling“
- 2004: „Napola: Hitlers Elite“ – ein Mann in einem Privatwagen
- 2004: „Nadmérné maličkosti: Čas grundlí“ (Fernsehfilm)
- 2004: „Statusunterschiede“ (Fernsehfilm)
- 2006: „Satan kommt“ / „Das Omen“ – Papst
- 2008: „Paris 36“

### Theateraufnahmen und Fernsehproduktionen
- 1960: „Der dritte Wunsch“
- 1961: „Příliš štědrý večer“ – ein junger Mann
- 1962: „Benátská vdovička“ – hrabě di Bosco Nero
- 1968: „Vajíčko“ – Generalprokurator
- 1971: „Einer für alle“
- 1973: „Bratranec Pons“ – Earl Popinot
- 1973: „Černá jáma“
- 1974: „Egyptologové“ – Mordle
- 1975: „The Great Arch“
- 1976: „Minotaurus hat keine Hoffnung“
- 1976: „Zákon starého muze“
- 1977: „Třináctá legenda“ – Agent des westlichen Geheimdienstes
- 1982: „Jehla“ – Regisseur